# Charles de la Motte-Chevallerie
Charles de la Motte-Chevallerie (* 1648 in La Motte (Poitou); † 12. August 1717 in Lüneburg) war ein kurhannoverscher Generalmajor.

## Leben

### Herkunft und Familie
Charles war Angehöriger des Adelsgeschlechtes de la Chevallerie. Seine Eltern waren Gilles de la Chevallerie und Anne, geb. de La Primaudaye aus Poitou. Über seine Schwester Nymphe de la Chevallerie (* 1640) war seit 1666 der kurhannoversche Generalmajor und Großvogt von Celle, Sir Andrew Melville (1624–1706) sein Schwager. Eine weitere Schwester war wahrscheinlich Cathérine de la Chevallerie, Baronesse de la Motte (1644–1713).
Aus seiner Ehe mit Anna Agnes, geb. von Bussius (1653–1703) ist der Sohn Ernst August de la Chevallerie von la Motte (1688–1758), preußischer Generalleutnant und Gouverneur von Geldern hervorgegangen. Dieser und seine Nachkommen nannten sich „La Chevallerie, Baron von La Motte“ und fanden ihren Ausgang im Mannesstamm mit dem preußischen Kriegs- und Domänenrat Gustav August Heinrich Baron von La Motte (1752–1798).

### Werdegang
Motte-Chevallerie begann seine Laufbahn als Page in Heidelberg. Unter Herzog Georg Wilhelm erhielt er 1685 ein Infanterieregiment, welches fortan und bis zu seinem Tode, als Infanterieregiment „de la Motte“ seinen Namen führte. Er war Gouverneur des Kalkberges und seit 1703 Kommandant von Lüneburg. Innerhalb der Celler französisch-reformierten Gemeinde bekleidete er auch das Amt eines „Ancien“
und war zugleich herzoglicher Synodalkommissar.
Charles de la Motte-Chevallerie war Erbherr auf Goldenitz in Mecklenburg.